# Cassytha micrantha
Cassytha micrantha är en lagerväxtart som beskrevs av Carl Daniel Friedrich Meisner. Cassytha micrantha ingår i släktet Cassytha och familjen lagerväxter. Inga underarter finns listade i Catalogue of Life.